# Монти-Карлу (Санта-Катарина)
Монти-Карлу (порт. Monte Carlo)  —  муниципалитет в Бразилии, входит в штат Санта-Катарина. Составная часть мезорегиона Серрана. Входит в экономико-статистический  микрорегион Куритибанус. Население составляет 10 874 человека на 2006 год. Занимает площадь 162,785 км². Плотность населения — 66,8 чел./км².

## История
Город основан в 1993 году.

## Статистика
- Валовой внутренний продукт на 2003 составляет 82.115.150,00 реалов (данные: Бразильский институт географии и статистики).
- Валовой внутренний продукт на душу населения на 2003 составляет 8.251,95 реалов (данные: Бразильский институт географии и статистики).
- Индекс развития человеческого потенциала на 2000 составляет 0,733 (данные: Программа развития ООН).

## География
Климат местности: мезотермический гумидный.